# Royal Unibrew
Royal Unibrew – duńska firma piwowarska, druga pod względem wielkości w Skandynawii, jeden z największych koncernów na europejskim rynku piwa, obecny na nim od 1856. 
Royal Unibrew jest międzynarodową firmą z duńskim rodowodem. Notowany na giełdzie w Kopenhadze od 1998. Druga co do wielkości firma piwowarska w Skandynawii, oraz drugi co do wielkości producent napojów bezalkoholowych (napój Cido) w krajach bałtyckich. Największy w Skandynawii eksporter piwa. Główna siedziba i największa linia produkcyjna zlokalizowana jest w Faxe Dania (na południe od Kopenhagi). W skład firmy wchodzą cztery browary zlokalizowane w Danii, dwa na Litwie, 24% udziałów w Perła - Browary Lubelskie oraz jeden browar i jeden zakład produkcji napojów bezalkoholowych na Łotwie. Grupa Royal Unibrew zatrudnia na całym świecie ok. 2200 pracowników i eksportuje swoje wyroby do 65 krajów. Produkty Royal Unibrew wytwarzane są również na licencji na Karaibach i w Afryce. W 2005 roku Royal Unibrew osiągnęła przychód w wysokości prawie 428 mln euro przy wielkości sprzedaży 5,8 mln hl.